# Mafagafo
O termo Mafagafo designa um dos personagens mais tradicionais entre os trava-línguas da língua portuguesa. Segundo o Dicionário Michaelis da Língua Portuguesa pode adquirir também o significado de "abrigo de malandros", embora no trava-línguas o termo identifique uma espécie imaginária de animal.
A folclórica família Mafagafo já foi objeto de várias obras, como Um ninho de mafagafos cheio de mafagafinhos, de José Cândido de Carvalho, Ninho de Lobo, de Adriano Messias. e Ninho de Mafagafos de Rosana Rios. Também foi citado na música dos Mamonas Assassinas Uma Arlinda Mulher.
O texto do trava-línguas é bastante variável, como costuma ocorrer com expressões populares. Algumas das possíveis expressões podem ser: "Num ninho de mafagafos, seis mafagafinhos há; quem os desmafagafizar, bom desmafagafizador será", "Em cima daquele morro há um ninho de mafagafos com sete mafagafinhos dentro, quem desmagafinhar os sete mafagafinhos, um bom desmagafinhador será." e "Um ninho de mafagafos tem sete mafagafinhos, quem desmafaguifar um ninho de mafagafos, um bom desmafaguifador será. Assim, como eu desmafaguifei, um bom desmafaguifador serei."